# Stanhopea × horichiana
Stanhopea × horichiana là một loài thực vật có hoa trong họ Lan. Loài này được Jenny miêu tả khoa học đầu tiên năm 1988.

## Hình ảnh

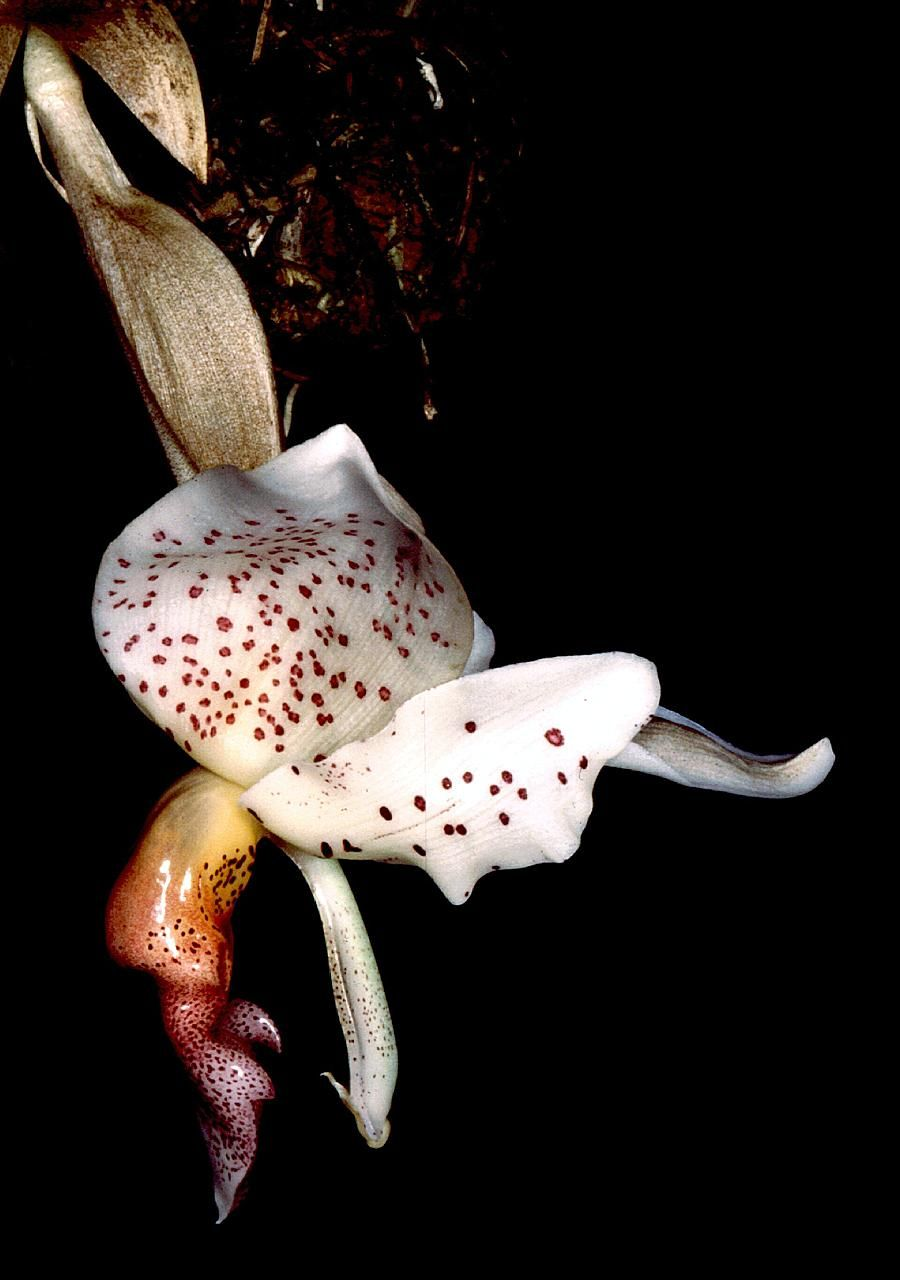
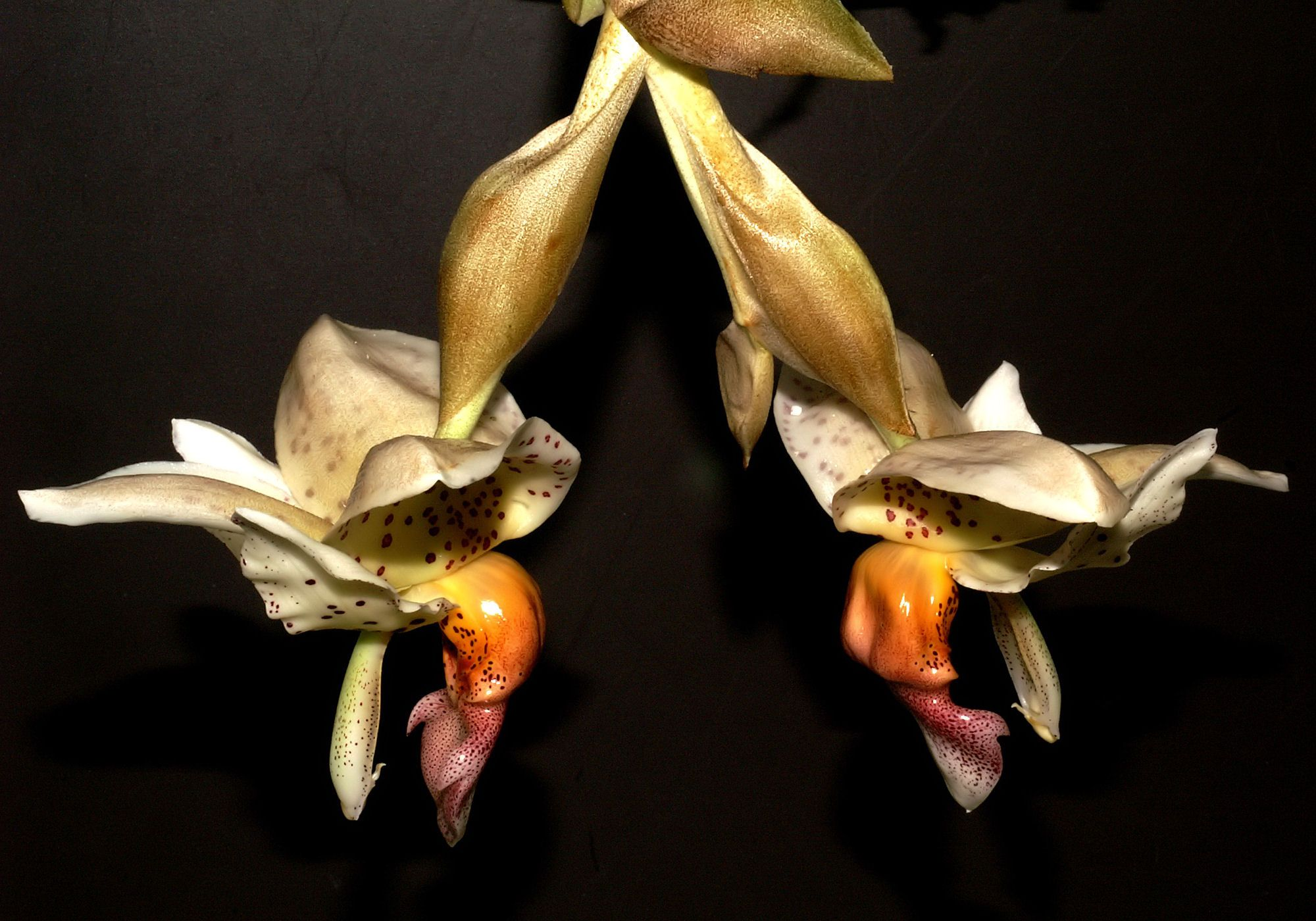